# アマーリア・デステ

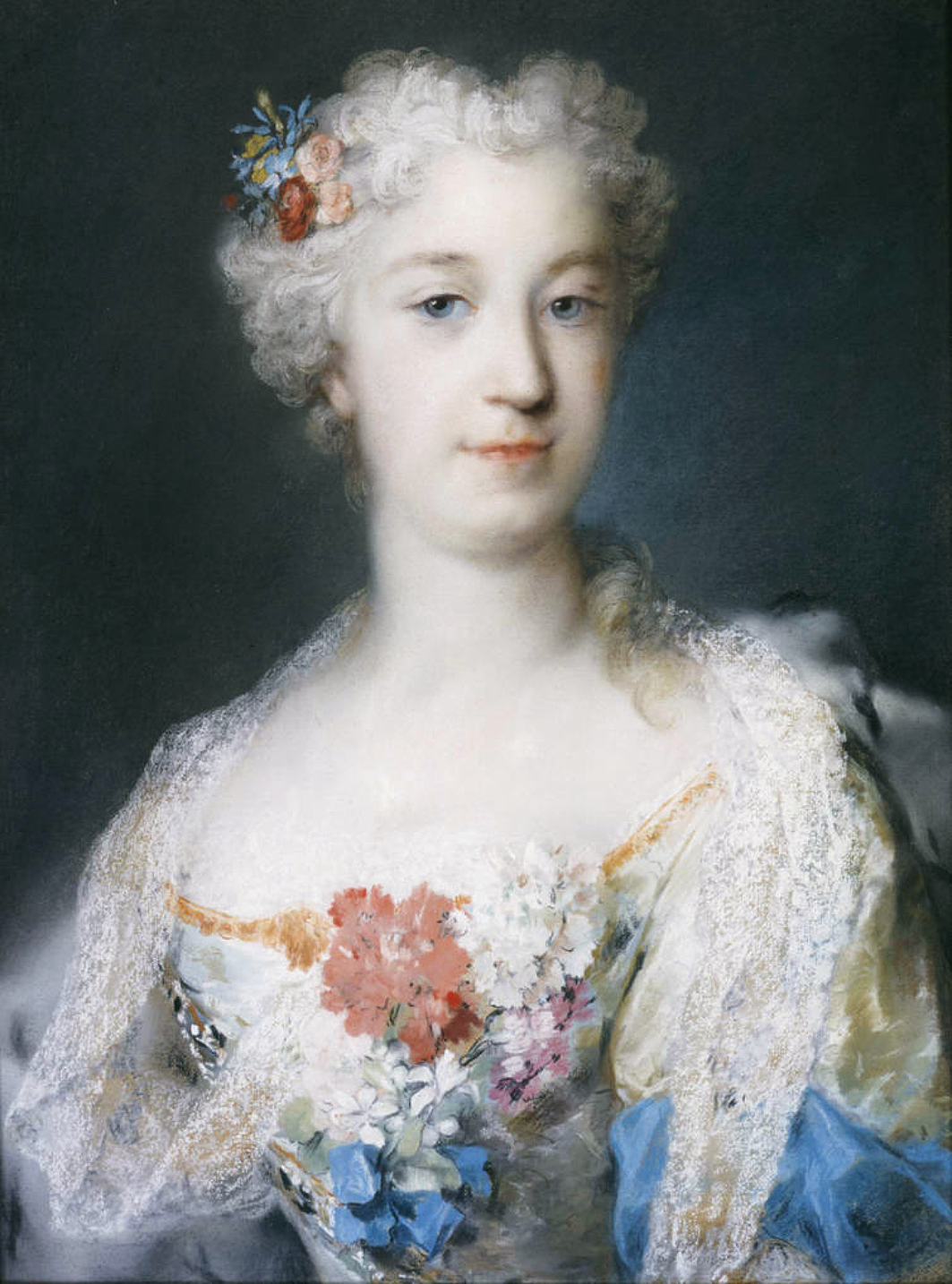
モデナ公女アマーリア、父リナルドがロザルバ・カッリエーラに依頼して制作された肖像画、1723年、アルテ・マイスター絵画館蔵

アマーリア・ジュゼッピーナ・デステ（Amalia Giuseppina d'Este, 1699年7月28日 モデナ - 1778年7月5日 モデナ）は、イタリア・モデナ公家の公女。
モデナ・レッジョ公リナルドとその妻シャルロッテ・フェリーツィタスの間の次女。ピエモンテ＝サルデーニャのカルロ・エマヌエーレ3世王との縁談があったが、実現せず独身を通した。1737年に父が死んだとき、公爵位を継承した弟フランチェスコはトルコ戦争に従軍中で不在だったため、アマーリアは姉ベネデッタと一緒に摂政として国を治めた。この時期、「ヴィルヌフ侯爵（"Marquis de Villeneuf"）」という冒険家と秘密結婚したと言われるが、ヴィルヌフは1739年フトグでの戦闘中に戦死している。

## 引用・脚注
1. ↑  Mina, Gregori (2000). Le Musée des Offices et le Palais Pitti. Editions Place des Victoires. pp. 457–603. ISBN 2-84459-006-3
2. ↑  “Portrait à Dresde”. 2020年10月21日閲覧。
3. ↑  Rocca, Emilio Nasalli (1969). I Farnese. Dell'Oglio Editore